# Juri Dmitrijewitsch Scharow
Juri Dmitrijewitsch Scharow (russisch Юрий Дмитриевич Шаров; * 22. April 1939 in Saratow, Russische SFSR; † 12. Dezember 2021 ebenda) war ein sowjetischer Florettfechter.

## Erfolge
Juri Scharow begann 1953 mit dem Fechten und wurde 1955 Juniorenmeister der Sowjetunion. Von 1963 bis 1972 gehörte er dem Nationalkader der Sowjetunion an und wurde 1963 in Danzig, 1965 in Paris, 1966 in Moskau und 1969 in Havanna im Mannschaftswettbewerb Weltmeister. Zudem gewann 1967 in Montreal WM-Silber. Darüber hinaus wurde er 1964 er sowjetischer Meister und nahm an den Olympischen Spielen in Tokio teil. Dort zog er mit der sowjetischen Mannschaft ungeschlagen ins Finale des Mannschaftswettkampfs im Florettfechten ein. Dort besiegte er gemeinsam mit Mark Midler, Wiktor Schdanowitsch, Juri Sissikin und German Sweschnikow Polen mit 9:7 und wurde Olympiasieger. Bei den Olympischen Spielen 1968 erreichte er erneut ungeschlagen das Finale des Mannschaftswettkampfs im Florettfechten. Dieses Mal unterlag die sowjetische Equipe den Franzosen mit 9:6. Neben Wiktor Putjatin, German Sweschnikow, Juri Sissikin und Wassyl Stankowytsch erhielt Scharow die Silbermedaille.
Scharow war Mitglied in der KPdSU. Nach seiner Karriere war er von 1972 bis 1984 Direktor und Fechtlehrer an der Sportschule Trud in Saratow. Danach war er bis 1987 an der Technischen Universität Saratow als Fechtlehrer tätig. Später war er Fechtlehrer bei Burewestnik Saratow und hatte dort von 1993 bis 2013 das Amt des Präsidenten inne.